# Sumbiarhólmur
Sumbiarhólmur est un îlot des îles Féroé, situé juste à l'extérieur du village de Sumba, qui est le village le plus méridional dans l'île de Suðuroy. Avec 0,07 km2, il s'agit du sixième îlot le plus étendu des îles Féroé,. Les vagues de l'océan Atlantique Nord sont souvent violents à proximité de Sumbiarhólmur et plus au sud, autour de Flesjarnar. Des accidents de bateaux se sont déjà survenus dans la région. 

## Moutons à Sumbiarhólmur
Les habitants de Sumba amènent des moutons sur l'îlot en été. Leur transportation en dehors de l'îlot dépend du temps. En 2008, ils sont sortis de l'île le 15 juillet puis revenus le 22 septembre. Tous les béliers ont augmenté leur poids juste avant le départ pour Sumbiarhólmur et juste après le retour pour Sumba. Leur poids a augmenté de 8 kg à 11 kg. Les habitants peuvent normalement laisser sur l'îlot jusqu'à huit béliers. En 2007 et 2008, ils en ont laissé seulement sept et ont remarqué leur poids meilleur car plus élevé que les années précédentes.